# 鈊象電子
鈊象電子株式会社（英名：International Games System Co., Ltd、略称：IGS）は、台湾に本社を置くコンピュータゲーム製作会社。主にアーケードゲームやオンラインゲームの制作を行う。
なお、日本でも過去に株式会社アイ・ジー・エスという名のゲーム会社が存在していたが、両者の関連はない。

## アーケードゲーム

### PGMシステム業務用タイトル
- 中国龍（英名：Dragon World）シリーズ
- 三国戦紀（英名：Knights Of Valour）シリーズ
- 西遊釈厄伝（中国語版）（英名：Oriental Legend）シリーズ
- 傲剣狂刀（英名：Killing Blade）
- 闘幻狂（中名：神剣風雲紀、神剣伏魔録）（英名：The Gladiator）
- 形意拳（英名：Martial Masters）
- リアル&フェイク（英名：Real and Fake）シリーズ
- 魔幻星座（英名：Puzzle Star）
- 怒首領蜂II（英名：DoDonPachi 2 : Bee Storm）
- 魔域戦線（英名：Demon Front）
- スペクトラルVSジェネレーション（英名：Spectral Vs. Generation）（アイデアファクトリーとの共同開発）

### PGM2システム業務用タイトル
- 西遊釋厄傳2
- 三国戦紀2　横掃千軍(別タイトル名：蓋世英雄、乱世英雄)
- ザ・キングオブファイターズ98　アルティメットマッチ　英雄（KOF98UMの再移植版）
- ジグソーワールドアリーナ（アイデアファクトリーと日本一ソフトウェアとの共同開発）
- 三国戦紀3

### 他、業務用タイトル
- グランドツアー
- IQブロック
- 黄飛鴻（英名：Alien Challenge）
- バーチャボーリング
- ロード・オブ・ガン
- ロックフィーバー（中国語版）（英名：Rock Fever）シリーズ
- バクションマスター（英名：Percussion Master）シリーズ
- 唯舞独尊Online（中国語版）
- ミュージックガンガン!（タイトーのローカライズ作品で、IGSオリジナル曲も追加）
- スピードドライバー（英名：Speed Driver）シリーズ
- スピードライダー（英名：Speed Rider）シリーズ
- 動力トラック（英名：Power Truck）
- パイレーツリベンジ
- パンダファミリ（英名：Panda Family）
- 覇 三国志大戦（SEGAとの共同開発）
- 超・ちゃぶ台返し!（英名：Anger Explosion、タイトーのローカライズ作品）
- ゴーゴーボール（英名：GoGoBall）シリーズ
- ミュージボックス（英名：Muzibox）
- クレイジー・クライマー（英名：Crazy Climber）
- 満貫大亨

## オンラインゲーム
- 唯舞独尊Online
- 封神Online
- 封神2仙界伝
- 蒼天Online
- 予言Online
- 夢夢Online
- 成吉思汗蒼狼伝Online
- 英雄島Online
- 中国龍
- 時空Online
- 星空恋曲Online
- 藍星戦紀Online
- 西遊釈厄伝Online

## モバイルゲーム
- パンダBBQ
- メガバド（英名：Mega Bad）
- 女王